# 1+1 (텔레비전 채널)
1+1(우크라이나어: один плюс один 오딘 플류스 오딘[*])은 우크라이나의 국영 텔레비전 방송국이다. 1995년 8월에 설립되었다.